# جوناثان كلير
جوناثان كلير (14 يونيو 1986 في المملكة المتحدة - ) (بالإنجليزية: Jonathan Clare)‏ هو لاعب كريكت بريطاني. لعب مع نادي مقاطعة ديربيشاير للكريكت ‏.

## وصلات خارجية
- جوناثان كلير على موقع إي آس بي آن كريك إنفو (الإنجليزية)